# قشلاق سر أباد
قشلاق سر أباد هي قرية في مقاطعة نمين، إيران. عدد سكان هذه القرية هو 77 في سنة 2006.